# Charles Schneider (acteur)
Pour les articles homonymes, voir Charles Schneider et Schneider.
Charles Schneider, né le 11 octobre 1959, est un acteur français connu pour ses rôles de Bernard Leonetti dans la série PJ de 1997 à 2009, et du proviseur Claude Rochat dans Plus belle la vie de 2013 à 2022.

## Biographie
Il a étudié au Cours Florent, et a également suivi une formation au cours Raspail, à Paris[réf. nécessaire].

## Filmographie

### Cinéma

#### Longs métrages
- 1986 : Cours privé de Pierre Granier-Deferre
- 1986 : Kamikaze de Didier Grousset : Technicien en régie
- 1986 : On a volé Charlie Spencer de Francis Huster
- 1989 : Romuald et Juliette de Coline Serreau : le malade
- 1991 : Les Arcandiers de Manuel Sanchez : Hercule
- 1993 : Un, deux, trois, soleil de Bertrand Blier : sergent Boigny
- 1994 : Des feux mal éteints de Serge Moati : Bacques
- 1995 : L'Année Juliette de Philippe Le Guay
- 1995 : Au petit Marguery de Laurent Bénégui : Julien
- 1996 : Mon homme de Bertrand Blier
- 1996 : Fantôme avec chauffeur  de Gérard Oury
- 1996 : L'Œil qui traîne de Stéphane Brizé : le policier
- 1997 : Mauvais Genre de Laurent Bénégui : le fils de la concierge
- 2000 : La Vache et le Président de Philippe Muyl : Brémond
- 2010 : Les Petits Ruisseaux de Pascal Rabaté : le patron du Pénalty
- 2011 : Ni à vendre ni à louer de Pascal Rabaté : l'homme de la maisonnette
- 2012 : Hôtel du Paradis de Claude Berne : le chauffeur
- 2013 : Piste noire de Jalil Naciri : Bernard
- 2014 : Du goudron et des plumes de Pascal Rabaté : l'entraîneur
- 2016 : La Dormeuse Duval de Manuel Sanchez : Marcel Duval
- 2020 : Les Sans-dents de Pascal Rabaté

#### Courts métrages
- 1988 : Grain de ciel de Manuel Sanchez
- 1994 : Le Cri du morpion de Mathieu Szpiro et Philippe Tamburrini
- 1995 : La Défaillance des montagnes d'Henri Herré
- 1998 : Le Coup du lapin de Raphael Riva
- 1998 : Max au bloc de Claus Drexel
- 2000 : William sort de prison d'Éric Bitoun : le barman narrateur
- 2009 : Alpha de Albert Hughes
- 2014 : Un avenir radieux de Xavier Delagnes : l'éditeur Màgkrdrzi

### Télévision

#### Téléfilms
- 1995 : Terrain glissant de Joyce Buñuel : Thierry
- 1995 : Pour une vie ou deux de Marc Angelo : Garou
- 1996 : La Bougeotte de Jean-Claude Morin
- 1999 : Voleur de cœur de Patrick Jamain : NBaussica
- 2005 : 1905 de Henri Helman : Bertrand Dutilleul
- 2005 : Granny Boom de Christiane Leherissey : D.R.H.
- 2008 : La Dame de Monsoreau de Michel Hassan : Jeanjean
- 2013 : Vogue la vie de Claire de La Rochefoucauld
- 2016 : Elles... Les Filles du Plessis de Bénédicte Delmas : Inspecteur du rectorat

#### Séries télévisées
- 1990 : Cinéma 16 - téléfilm : Un destin cannibale de Roger Guillot : Jérôme
- 1994 : Navarro - épisode : En suivant la caillera de Nicolas Ribowski - M. Charvet
- 1994 : L'Instit  - épisode : Tu m'avais promis de Michel Favart - Directeur d'usine
- 1994-1995 : Les Cordier, juge et flic (4 épisodes) : Loustac 
  - 1994 : Combinaison mortelle de Alain Bonnot
  - 1995 : Une associée en trop  de Laurent Carcélès
  - 1995 : Une mort programmée de Jacques Cortal
  - 1995 : Cécile mon enfant de Marion Sarraut
- 1996 : Cubic
- 1996 : L'Histoire du samedi - épisode :  Tango, mambo et cha-cha-cha : Mathias Richon
- 1996 : Dans un grand vent de fleurs (mini-série) : Félix (5 épisodes)
- 1997 - 2009 : PJ - 134 épisodes : Lieutenant puis capitaine Bernard Leonetti
- 2007 : Avocats et Associés - épisode Désordre de Claire de La Rochefoucauld : Bernard Léonetti
- 2008 : Temps mort (mini-série) : Georges
- 2012 : Enquêtes réservées  - épisode  Eaux troubles de Christophe Barbier : Georges Bertaud
- 2013 : Joséphine, ange gardien  - épisode Les Anges de Pascal Heylbroeck : Maximilien
- 2013 - 2022: Plus belle la vie : Le proviseur Claude Rochat
- 2014 : RIS police scientifique  - épisode Aux abois de Julien Zidi : Laurent Allard
- 2016 : La Petite Histoire de France

## Théâtre
- 2010 : La Tondue de et mise en scène Nicolas Pomiès (L'Evadée Théâtre, Paris)
- 2014 : Le Don d'Adèle de Pierre Barillet et Jean-Pierre Gredy, mise en scène Agnès Boury (Théâtre Tête d'or et tournée)